# Onthophagus dapcauensis
Onthophagus dapcauensis là một loài bọ cánh cứng trong họ Bọ hung (Scarabaeidae).